# ひょっこり温泉 島の湯
ひょっこり温泉 島の湯（ひょっこりおんせん しまのゆ）は、石川県七尾市の能登島にある温泉である。

## 泉質
- ナトリウム、カルシウム − 塩化物泉（高張性中性高温泉）[2]
- 泉温 - 72℃[1]

## 温泉地
2001年（平成13年）7月4日に開湯。七尾湾を眺望出来るゆったりとした天然温泉施設で、晴れた日には立山連峰が望める。大浴場にはサウナやジャグジーを備えた和風・洋風の内湯や、海や目の前に浮かぶ小島が見渡せる開放的な大露天風呂（和風風呂と洋風風呂が各週で楽しめる）が備えられている。この他、貸切の家族風呂や砂風呂（要予約）もある。
同温泉内にある『島の湯食堂』では、能登島バーガーやサザエ釜めし定食などのご当地料理が味わえる。
営業時間は9時半から21時半まで（最終受付は閉館40分前まで）、休湯日は毎月最終金曜日（変更する場合もある）。